# Parchur
Parchur ou Parchuru est une ville du district de Bapatla dans l'État d'Andhra Pradesh en Inde. 
Selon le recensement de l'Inde de 2011, la localité compte une population de 13 375 habitants.